# Бутба, Саида Рушниевна
Саида Рушниевна Бутба (родилась 23 июня 1983) — председатель Верховного суда Республики Абхазия с 17 февраля 2022 года, кандидат юридических наук, преподаватель Абхазского государственного университета (доцент кафедры государства и права).

## Биография

### Образование
Саида Рушниевна Бутба родилась 23 июня 1983 года в селе Бирцха Сухумского района Абхазской АССР (ныне Республика Абхазия). Училась в 1989—1992 годах в Сухумской горской средней школе № 10 имени Н. Лакоба, в 1992 году поступила в Адыгейскую республиканскую гимназию №1, которую окончила в 2000 году с золотой медалью.
С 2000 по 2005 годы училась в Адыгейском государственном университете на юридическом факультете, который окончила с отличием, получив квалификацию «юрист». В 2005—2008 годах училась в очной аспирантуре Кубанского государственного университета на кафедре теории и истории государства и права, в 2008 году досрочно защитила диссертацию на тему «Особенности формирования правовой системы Республики Абхазия (1990-2005 гг.)», получив степень кандидата юридических наук.

### Профессиональная карьера
С 24 октября 2005 года по 27 марта 2006 года была консультантом отдела подготовки и экспертизы законопроектов Правового управления Аппарата Государственного Совета – Хасэ Республики Адыгея. С 6 мая 2009 года по 15 февраля 2010 года — старший референт отдела государственного контроля Администрации Президента Республики Абхазия, с 3 марта по 1 сентября 2010 года занимала аналогичную должность в секторе по работе с административно-территориальными единицами при Администрации Президента.
С сентября 2009 года работает преподавателем Абхазского государственного университета, занимает должность доцента кафедры государства и права. В 2009—2010 годах также работала преподавателем Сухумского открытого института. В 2009—2011 годах работала старшим научным сотрудником Центра стратегических исследований при Президенте Республики Абхазия.
С 1 сентября 2010 года по 4 июня 2020 года работала в юридическом подразделении Службы государственной безопасности Республики Абхазия: до 6 июля 2012 года занимала пост старшего юрисконсульта в юридическом подразделении, с 6 июля 2012 года — начальник юридического подразделения Службы. 28 мая 2020 года назначена заместителем руководителя Администрации Президента Республики Абхазия. С 17 июня 2020 года занимала пост полномочного представителя Президента в Народном собрании Республики Абхазия, с 24 ноября 2020 года занимала пост представителя Президента в Квалификационной коллегии судей Республики Абхазия.
17 февраля 2022 года избрана председателем Верховного суда Республики Абхазия, сменив на этом посту Манану Делбу, возглавлявшую Верховный суд в 2018—2021 годах (отставка принята 27 сентября 2021 года). 11 марта 2022 года принесла присягу судьи, приступив к исполнению своих обязанностей.

### Семейное положение
Супруг — Ращ Северьянович Цвижба. Дочь — Амина Ращевна Цвижба (родилась 22 августа 2011 года).

## Научные публикации
Занимается изучением истории формирования абхазского государства и права в Новейшее время, вопросами гражданства Республики Абхазия, системой и структурой исполнительной власти в республике. Является автором свыше 40 опубликованных работ, в том числе в изданиях, рекомендованных ВАК России; участница российских и международных конференций.
С сентября 2009 года работает преподавателем Абхазского государственного университета, занимает должность доцента кафедры государства и права. В 2009—2010 годах также работала преподавателем Сухумского открытого института.

### Монографии
- Судебная власть в Республике Абхазия: К 100-летию образования судов общей юрисдикции Республики Абхазия / Под ред. и вступительная статья С.Р. Бутба - Издательство "Юридический центр", 512 с.
- Бутба С. Р. Правовая система Республики Абхазия: особенности формирования (1990-2005 гг.). — М.:: Юридический центр Пресс, 2017. — 240 с. — («Теория и история государства и права»).
- Бутба С. Р. Правовая система Республики Абхазия // Правовые системы народов Северного Кавказа: история и современность (поиск диалога культур): кол. монография. — Краснодар: КубГУ, 2006. — С. 214—233. — 235 с.
- Бутба С. Р. Типологическая характеристика национальной правовой системы Республики Абхазия // Абхазия на пути к независимости: экономика, наука, политическая и правовая системы (кол. авт). — Ростов: Изд-во РГТЭУ, 2007. — С. 199-207.

### Статьи
- Бутба С. Р. Международное право и правовая система Республики Абхазия // Право и политика. — 2008. — № 5 (101). — С. 1171—1176.
- Бутба С. Р. Международное право и правовая система Республики Абхазия // Международное право и международные организации / Law and international Organizations. — 2010. — № 1.
- Бутба С. Р. Правовая система Республики Абхазия и ее место на юридической карте мира // Закон и право. — 2008. — № 6. — С. 59—64.
- Бутба С. Р. Создание в Республике Абхазия Конституционного суда и его роль в формировании национальной правовой системы // Актуальные проблемы российского права. — 2010. — № 3 (16). — С. 404—413.
- Бутба С. Р. Институт двойного гражданства в Республике Абхазия // Журнал зарубежного законодательства и сравнительного правоведения. — 2010. — № 1.
- Бутба С. Р. Приобретение лицами, проживающими на территории Республики Абхазия, гражданства Российской Федерации: историко-правовой аспект (2002-2017 гг.) // Европейский юридический журнал. — 2017. — № 8 (111). — С. 189—198.
- Бутба С. Р. «Резерв Вооруженных Сил Республики Абхазия» и «запас Вооруженных Сил Республики Абхазия»: проблемы разграничения // Юридические исследования. — 2017. — № 7. — С. 78—89.
- Бутба С. Р. Формирование института двойного гражданства в Республике Абхазия (1990-2017 гг.): историко-правовой аспект // Право и политика. — 2017. — № 9. — С. 76—93.
- Бутба С. Р. Лояльность бипатридов в Республике Абхазия // Политика и общества. — 2017. — № 11.

## Награды
- Заслуженный юрист Республики Абхазия» (15 мая 2024)[2]